# The Hill
The Hill (br A Colina dos Homens Perdidos / pt A Colina Maldita) é um filme britânico de 1965, dirigido por Sidney Lumet e estrelado por Sean Connery, Harry Andrews, Ian Bannen, Ossie Davis, Ian Hendry, Alfred Lynch e Michael Redgrave. É sobre uma prisão do exército britânico no Norte da África durante a Segunda Guerra Mundial.

## Sinopse
No deserto líbio, durante a II Guerra, chegam cinco novos prisioneiros do acampamento militar do exército britânico, eles foram presos por comportamento reprovável. No local existe uma colina construída no meio do campo, onde os sargentos os obrigam a subir várias vezes sob um sol ardente, e cada um desses soldados enfrentará de um jeito diferente a prisão.